# 吉永泰尔普莱讷
吉永泰尔普莱讷（法語：Guillon-Terre-Plaine，法語發音：[ɡɥijɔ̃ tɛʁ plɛn]）是法国约讷省的一个市镇，属于阿瓦隆区。该市镇于2019年1月1日由原市镇吉永、锡斯里、索村、特雷维伊和维涅合并而成，行政中心位于吉永。

## 地理
吉永泰尔普莱讷（47°30'51"N, 4°5'36"E）面积48.49 平方千米，位于法国勃艮第-弗朗什-孔泰大區约讷省，该省份为法国中北部内陆省份，西接卢瓦雷省，西北接塞纳-马恩省，南至涅夫勒省，东临科多尔省，东北与奥布省接壤。
与吉永泰尔普莱讷接壤的市镇（或旧市镇、城区）包括：蒙雷阿勒、昂日利、阿蒂、索维尼勒布瓦、马尼、屈西莱福日、圣安德烈-昂泰尔普莱讷、萨维尼-昂泰尔普莱讷、图特里、埃普瓦斯、科尔桑、皮西、桑蒂尼、塔尔西。
吉永泰尔普莱讷的时区为UTC+01:00、UTC+02:00（夏令时）。

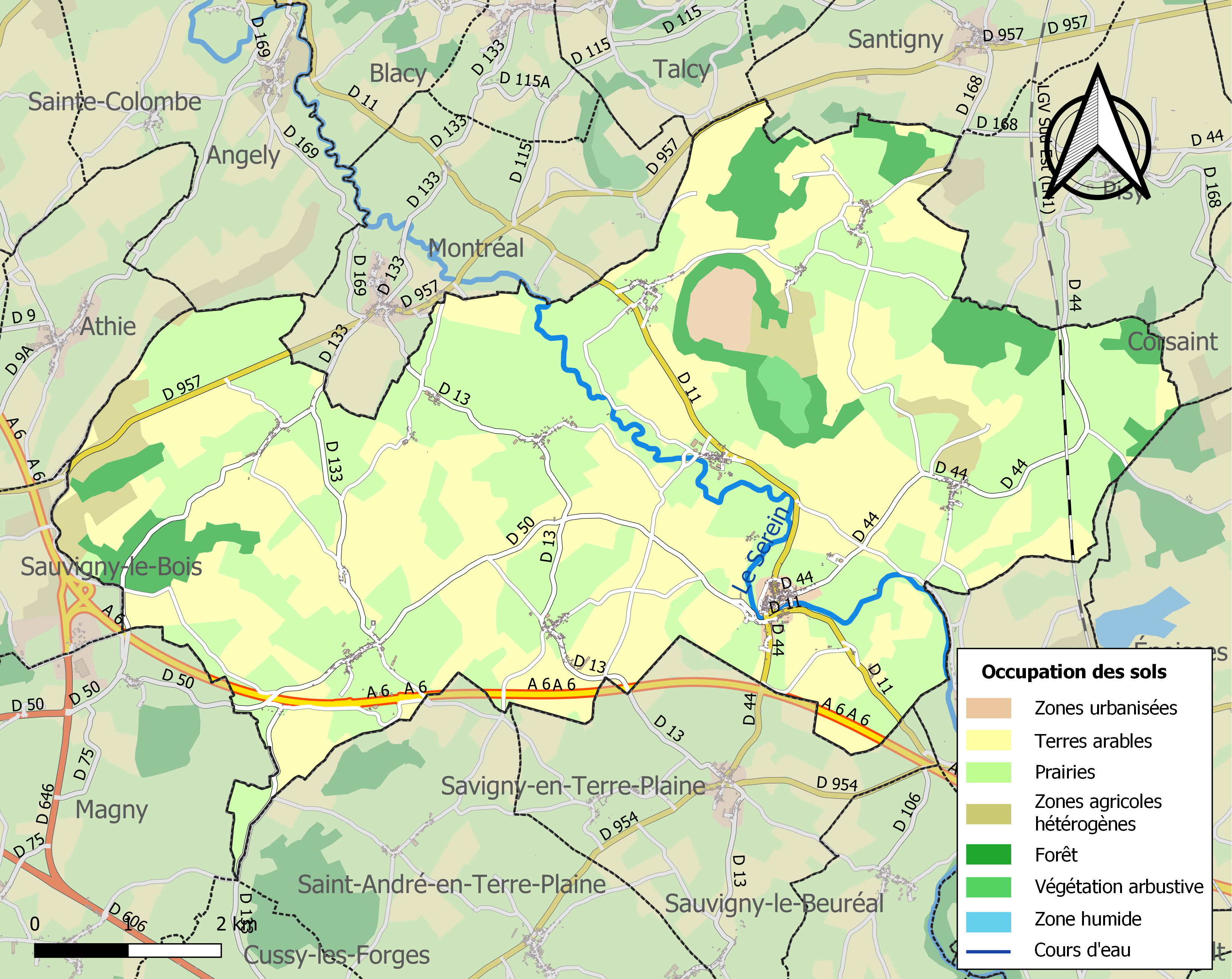
吉永泰尔普莱讷的OSM定位图

## 行政
吉永泰尔普莱讷的邮政编码为89420，INSEE市镇编码为89197。

## 政治
吉永泰尔普莱讷所属的省级选区为沙布利县。

## 人口
吉永泰尔普莱讷于2022年1月1日时的人口数量为712人。